# Hessův zákon
Hessův zákon nebo také druhý termochemický zákon objevil v roce 1840 švýcarsko-ruský chemik a mineralog Germain Henri Hess. Hess tak formuloval zvláštní případ zachování energie dva roky předtím, než Julius Robert von Mayer v roce 1842 uvedl obecnější princip druhého termodynamického zákona.
Hessův zákon má velký význam pro výzkum termochemických reakcí. Umožňuje například určení celkové energie pro složitou chemickou reakci, která může být rozdělena na postupné kroky, které jsou snadněji měřitelné.

## Formulace Hessova zákona
Používá se několik formulací Hessova zákona:
- Izobarické reakční teplo dané reakce je součtem izobarických tepel postupně prováděných reakcí, vycházejících ze stejných počátečních látek a končících stejnými produkty reakce.
- Výsledná hodnota reakčního tepla nezáleží na průběhu chemické reakce, ale pouze na jeho počátečním a konečném stavu.
- Reakční entalpie kterékoliv chemické reakce nezávisí na způsobu jejího průběhu, ale pouze na počátečním a konečném stavu soustavy.
- Celková změna entalpie během celého průběhu chemické reakce je nezávislá na počtu provedených kroků.

## Graf Hessova zákona

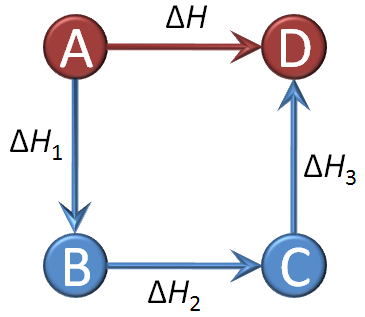
Hessův zákon

Hessův zákon umožňuje vypočítat změnu entalpie (ΔH) pro chemickou reakci, i když ji nelze přímo změřit, pokud ji lze rozložit na postupné reakce. Na obrázku jsou znázorněny tyto reakce:
Přímá reakce:
A → D (změna entalpie ΔH)
Postupné reakce:
A → B (změna entalpie ΔH1)
B → C (změna entalpie ΔH2)
C → D (změna entalpie ΔH3)
Podle Hessova zákona platí:
ΔH1  + ΔH2 + ΔH3 = ΔH

## Příklad Hessova zákona
Přímá reakce:

Příklad přímé a postupných reakcí.

Cgrafit + O2 → CO2 (g) (ΔH1 = −393 kJ/mol)
Postupná reakce:
Cgrafit + 1/2 O2 → CO (g) (ΔH3 = −111 kJ/mol)
Postupná reakce:
CO (g) +1/2 O2 → CO2 (g) (ΔH2 = −282 kJ/mol)
Podle Hessova zákona platí:
Pro vznik oxidu uhličitého z grafitu také platí, že přímá reakce je součet postupných reakcí.
ΔH1 = (−111) + (−282) = −393